# Formica ulkei
Formica ulkei é uma espécie de formiga do gênero Formica, pertencente à subfamília Formicinae.